# Ervín Křupala
Ervín Křupala (2. května 1922 – ?) byl český fotbalový brankář.

## Hráčská kariéra
V československé lize chytal za Svit Gottwaldov (dobový název Zlína), s nímž sestoupil z nejvyšší soutěže.

### Prvoligová bilance
| Ročník             | Zápasy | Góly | Minuty | Nuly | Klub                |
| ------------------ | ------ | ---- | ------ | ---- | ------------------- |
| I. liga 1951       | 7      | 0    | –      | –    | ZSJ Svit Gottwaldov |
| CELKEM I. ČS. LIGA | 7      | 0    | –      | –    |                     |